# Madracis kirbyi
Madracis kirbyi là một loài san hô trong họ Astrocoeniidae. Loài này được Veron & Pichon mô tả khoa học năm 1976.